# عرب خيل (دشت سر)
عرب خیل (بالفارسية: عرب‌خیل) هي قرية تقع في إيران في قسم دشت سر الريفي. يقدر عدد سكانها بـ 329 نسمة .